# Stensjön (Lysviks socken, Värmland)
Stensjön är en sjö i Sunne kommun i Värmland och ingår i Göta älvs huvudavrinningsområde. Sjön är 6,5 meter djup, har en yta på 0,529 kvadratkilometer och befinner sig 300 meter över havet. Sjön avvattnas av vattendraget Jangsälven.

## Delavrinningsområde
Stensjön ingår i det delavrinningsområde (667158-135714) som SMHI kallar för Inloppet i Jangen. Medelhöjden är 275 meter över havet och ytan är 14,51 kvadratkilometer. Det finns inga avrinningsområden uppströms utan avrinningsområdet är högsta punkten. Jangsälven som avvattnar avrinningsområdet har biflödesordning 4, vilket innebär att vattnet flödar genom totalt 4 vattendrag innan det når havet efter 377 kilometer. Avrinningsområdet består mestadels av skog (69 procent) och sankmarker (16 procent). Avrinningsområdet har 0,89 kvadratkilometer vattenytor vilket ger det en sjöprocent på 6,1 procent.